# Нкала, Тревор
Тревор Нкала (англ. Trevor Ncala; род. 11 декабря 1964) — свазилендский пловец. Участник летних Олимпийских игр 1984 и 1988 годов.

## Биография
Тревор Нкала родился 11 декабря 1964 года.
В 1984 году вошёл в состав сборной Свазиленда на летних Олимпийских играх в Лос-Анджелесе. В плавании на 100 метров вольным стилем занял 62-е место, показав результат 58,22 секунды и уступив 6,51 секунды худшему из попавших в финал за 9-16-е места Фабрицио Рампаццо из Италии. На дистанции 200 метров вольным стилем показал 53-й результат — 2 минуты 15,30 секунды, проиграв 22,60 секунды худшему из пробившихся в финал за 9-16-е места Карлосу Сканавино из Уругвая. На дистанции 100 метров баттерфляем занял 51-е место с результатом 1.06,94, проиграв 11,13 секунды худшему из попавших в финал за 9-16-е места Теофилю Давиду из Швейцарии.
В 1988 году вошёл в состав сборной Свазиленда на летних Олимпийских играх в Сеуле. На дистанции 50 метров вольным стилем занял 65-е место, показав результат 26,88 и уступив 3,41 секунды худшему из попавших в финал за 9-16-е места Кристофу Калфаяну из Франции. На дистанции 100 метров вольным стилем показал 74-й результат - 59,25, проиграв 8,29 секунды худшему из пробившихся в финал за 9-16-е места Стефану Волери из Швейцарии. На дистанции 100 метров баттерфляем занял 51-е место с результатом 1.06,85, проиграв 11,99 секунды худшему из попавших в финал за 9-16-е места Шэнь Цзяньцяну из Китая. Также был заявлен на дистанции 100 метров брассом, но не вышел на старт.
Также участвовал в Играх Содружества в 1982 году в Брисбене и в 1986 году в Эдинбурге. Лучшего результата добился в составе сборной Свазиленда, которая на Играх-86 в эстафете 4х100 метров вольным стилем заняла 7-е место (3.58,42).